# Lars-G. Jönsson
Lars-Gunnar Jönsson, född 10 augusti 1931 i Halmstad, död 13 juli 2011 i Tynnereds församling, Göteborg, var en svensk arkitekt. 
Jönsson, som var son till byggmästare Adolf Jönsson och Hedvig Larsson, avlade studentexamen 1950 och arkitektexamen vid Chalmers tekniska högskola 1955. Han var övningslärare i arkitektur, arkitekturhistoria samt husbyggnadslära vid Chalmers tekniska högskola 1955–1960 samt delägare i White Arkitektkontor AB (WAAB) i Göteborg. Han tilldelades första pris i ett flertal arkitekttävlingar och var ledamot av prisnämnder för arkitekttävlingar. Han projekterade skolor i bland annat Göteborg, Linköping och Örebro samt butikscentrum, daghem, ateljéer och småkyrka i Göteborg. Han utförde utredningar för Byggnadsstyrelsen beträffande odontologiska fakulteten samt zoologiska och zoofysiologiska institutionen vid Göteborgs universitet jämte maskintekniska sektionen vid Chalmers tekniska högskola. Jönsson är gravsatt på Västra kyrkogården i Göteborg.